# Helmut Bakaitis
Helmut Bakaitis (* 26. září 1944, Lubáň) je australský režisér, herec a scenárista a dramatik německého původu. Nejznámější je jeho role ve filmech Matrix Reloaded a Matrix Revolutions, kde hrál Architekta.

## Mládí a vzdělání
Bakaitis se narodil v Drážďanech nebo v Laubanu v Dolním Slezsku v Německu (nyní Lubań v Polsku) litevským rodičům, Vincasovi a Eugenii Bakaitisovým, kteří v té době prchali z Litvy. Prvních pět let svého života strávil v tranzitních táborech OSN v Německu a Rakousku, zatímco jeho otec pracoval jako překladatel. 
Bakaitis dorazil do Austrálie se svou rodinou v roce 1950 ve věku šesti let. Zpočátku žili v imigračních centrech. Jeho otec, akademik, doufal, že se stane učitelem nebo lektorem, ale byl nucen kopat kanalizaci, aby uživil rodinu. Vzděláván byl na Fort Street High School v Sydney, kde získal stipendium. Ve škole byl šikanován. Ponořil se do knih, jazyka, filmu a divadelního umění. Založil dramatický kroužek, vystupoval ve školních inscenacích a nakonec začal psát hry. V 16 letech odešel z domova a ještě při studiu pracoval jako stenograf.
V roce 1965 promoval na australském Národním institutu dramatického umění (NIDA). Během studia založil vlastní divadelní společnost spolu se skupinou spolužáků, včetně Jima Sharmana. NIDA tuto studentskou iniciativu podpořila a navštívila jednu z inscenací. Před promocí dostal svou první profesionální hereckou roli v Theatre Royal v Hobartu.

## Kariéra
Bakaitis strávil sedm let v Melbourne Theatre Company jako herec a vedoucí workshopů pro mládež, poté následovaly stáže v Old Tote Theatre a v Sydney Theatre Company. Také působil jako spoluředitel adelaidského festivalu Come Out Youth.
Po návratu do Melbourne se stal zakládajícím uměleckým ředitelem St Martins Youth Arts Centre, kde působil 5 let, poté byl 3 roky ředitelem New Moon Company v Cairns. Pozici vedoucího režie v NIDA zastával devět let až do roku 2007. Poté začal vyučovat režii na Australské akademii dramatických umění (AADA), nyní Australský institut hudby - dramatická umění (AIMDA).

## Díla

### Herec
| Rok       | Titul                         | Role |
| --------- | ----------------------------- | --- |
| 1967–1970 | Vražda                        | Epizody „Taken Care Of“ jako Larry Fenton, „Dead Shot“ jako Tommy Fraser, „The Living Death“ jako Don Lambton |
| 1971      | Čáp                           | Clyde |
| 1972      | Shirley Thompson vs. Vetřelci | Harold |
| 1985      | Nemohu začít                  | Sidney |
| 1987      | Melba                         | John Lemonne                                                                                                  |
| 1988–1999 | Home and Away                 | George Morris (1988)/Peter Fraser (1997, 1998, 1999)                                                          |
| 1996      | Policejní záchrana            | Epizoda „Nobby's Place“ jako Dr. Mayfield                                                                     |
| 1998      | Obtížná žena                  | Kancléř #2 |
| 2000      | Divadelní škola               | Helmut Bakaitu/On sám                                                                                         |
| 2001      | Farma                         | Judge Wescott                                                                                                 |
| 2003      | Matrix Reloaded               | Architekt |
| 2003      | Matrix Revolutions            | Architekt |
| 2003      | Chyba syntaxe                 | Doktor |
| 2003      | Všichni svatí                 | Salvator Forlano v epizodách „To Forgive, Divine“, „Wrong Call“, „Older and Wiser“                            |
| 2005      | Ilustrovaný rodinný doktor    | John |
| 2005      | Chirurg                       | Dr. Gearhardt                                                                                                 |
| 2006      | Happy Feet                    | |
| 2009      | Spokojenost                   | Marty Volkering                                                                                               |
| 2012      | Howzat! Válka Kerryho Packera | Bob Parish |
| 2015      | Truth                         | Dick Thornburgh                                                                                               |
| 2015      | Rozdrcený                     | Sgt O'Reilly                                                                                                  |
| 2016      | Rake                          | Judge Barton                                                                                                  |
| 2016      | Hacksaw Ridge                 | Minister |
| 2018      | Jack Irish                    | Thornton Finch                                                                                                |

### Scenárista
- Shirley Thompson vs. Vetřelci (1972)

### Režisér
- Křesťanští bratři, Q Theatre, Penrith (1991)[8]